# サンタが街にやってくる
- サンタが街にやってくる
- サンタが町にやってくる
- サンタが町にやって来る
- サンタが街へやって来る

サンタが街にやってくる、サンタが町にやってくる（英語: Santa Claus Is Coming to Town）は、ヘヴン・ギレスピー作詞、フレッド・クーツ作曲のクリスマスソング。日本では神戸孝夫（カンベタカオ、タカオカンベ）の訳詞で知られる。
また、後述のように「サンタクロースがやってくる」の邦題がついた例もある。

## 概要
1934年11月にラジオ番組で初めて放送され、同曲の楽譜が40万部以上の売り上げとなる。同年にジョージ・ホールが初めて録音した。
ビルボードチャートでは、1970年と1971年にジャクソン5の、1985年にブルース・スプリングスティーンのカバーがクリスマス・チャートで1位を獲得している。また、同曲をモチーフとしたアニメが、1970年に製作された。
2012年12月28日にBBC Fourが放送した『ザ・リッチエスト・ソングス・イン・ザ・ワールド』 (The Richest Songs in the World) で、音楽著作権で史上最も稼いだ曲の第7位に選出された。
1985年時点で、日本音楽著作権協会調べによると日本国内では185種のレコード及びテープが流通している。同じく日本国内では1984年10月〜12月の3か月で全バージョン計で29万9000枚（本）が販売された。

## カバー
- ビング・クロスビー&アンドリュース・シスターズ - 『メリー・クリスマス』（1945年）
- パティ・ペイジ - 『Christmas with Patti Page』（1951年）
- レイ・コニフ・シンガーズ - 『Christmas with Conniff』（1959年）
- ザ・ピーナッツ - 1960年に音羽たかしの訳詞で「サンタクロースがやってくる」としてカバー。1962年に神戸孝夫の訳詞で「サンタが町にやってくる」としてカバー。いずれもシングル。
- フォー・シーズンズ - 『The 4 Seasons Greetings』（1962年）
- ザ・ビーチ・ボーイズ - 『ザ・ビーチ・ボーイズ・クリスマス・アルバム』（1964年）
- 小川貴代乃 - 『ジングル・ベル』（キングレコード・クリちゃんレコード/AA-1、1965年）および『クリスマスこどもの歌』（キングレコード/KH-39、1964年）。加藤省吾の訳詞。曲名は「サンタクロースがやってくる」。
- 川田正子とシンギング・バンビーナ - 『ママとよい子のメリー・クリスマス』（ミュージック・グラフ/MG-4045、1965年12月15日）。神戸孝夫の訳詞。曲名は「サンタが町にやって来る」
- 三鷹淳、コロムビアゆりかご会 - 『よいこのクリスマスとお正月』（コロムビア/KKS-20001、1966年）。神戸孝夫の訳詞。
- 山本リンダ - 1967年にシングルとして発表。「サンタが町にやってくる」の曲名で、神戸孝夫の訳詞。
- ジャクソン5 - 『クリスマス・アルバム』（1970年）。シングルカットもされた。邦題は「サンタが町にやってくる」。
- カーペンターズ - 1974年にシングルとして発表（邦題は「サンタが街にやってくる」）。アルバム『クリスマス・ポートレイト』（1978年）には別ヴァージョン収録
- 南沙織 - 『シンシアのクリスマス』（1975年）
- 西六郷少年少女合唱団 - 『たのしいクリスマス』（東芝EMI/TC-50050、1970年代後半）。「サンタが町にやってくる」の曲名で、新田宣夫（漣健児）の訳詞。
- ブルース・スプリングスティーン - 1981年にシングルとして発表。邦題は「サンタが街へやって来る」
- 森みゆき、坂田おさむ - 『NHKおかあさんといっしょ にこにこぷんのクリスマス』（カセットテープ。NHKサービスセンター・ポリドール/15CX-3719、1985年）
- 堀江美都子 - 『ポリアンナのクリスマス』（日本コロムビア/CMY-678、1986年）。「サンタが町にやってくる」の曲名で、神戸孝夫の訳詞。
- マライア・キャリー - 『メリー・クリスマス』（1994年）
- 岩男潤子 - 『18番街の奇跡』（1995年）
- 速水けんたろう、茂森あゆみ - 『NHKおかあさんといっしょ みんなでクリスマス』（1995年）。「クリスマス・メドレー」の1曲として収録。
- 館林見晴（菊池志穂）、朝日奈夕子（鉄炮塚葉子） with きらめき合唱隊 - 『ときめきメモリアル FANTASTIC クリスマスパーティー』（1997年）
- シカゴ - 『シカゴ25〜クリスマス・アルバム〜』（1998年）
- 前田亜季（1999年）
- 東京パノラマラウンジ - 『Mambo de Christmas』（1999年）
- 保田圭、りんね、アヤカ、松浦亜弥 - 『ザ・童謡ポップス1 クリスマスと冬のうた集』（2001年）
- MAHO堂 - 『おジャ魔女BANBAN CDくらぶ その10 MAHO堂のおジャ魔女BANBANクリスマスパーティー!!』（2001年）
- 島津勲 - 『子供の歌(5) 宇宙の歌』（キープ／日本クラウン、CD：TCD-505／カセット：TMC-505）（2002年）。曲名は「サンタが町にやってくる」
- セサミ・ストリート日本語版 - エルモ（松本健太）&ティーナ（水城レナ）&ビッグバード（鶴岡聡）&クッキーモンスター（菊地慧）&モジャボ（田中英樹）&アーサー（竹田佳央里）&東京少年少女合唱隊 - 『ハッピー! セサミストリート クリスマス』（2005年）。曲名は「サンタが町にやってくる」
- 天海春香（中村繪里子）・如月千早（今井麻美）・高槻やよい（仁後真耶子）・菊地真（平田宏美）・星井美希（長谷川明子） - 『THE IDOLM@STER Christmas for you!』（2007年）
- Q;indivi Starring Rin Oikawa - 『Winter Celebration』（2009年）
- さくらまや - 『まやのクリスマスソング』（2009年）
- Chicago Poodle - 『Christmas Non-Stop Carol』（2010年）
- ジャスティン・ビーバー - 『Under the Mistletoe』（2011年、「アーサー・クリスマスの大冒険」主題歌）
- May J. - 『Christmas Songs』（2016年）。曲名は「サンタが町にやってくる」
- 富沢美智恵
- 森岡純
- チューインガム
- サンダー杉山
- 速水けんたろう、茂森あゆみ
- RAG FAIR
- ドリーミング
- リチャード・クレイダーマン
- 暁切歌（茅野愛衣） - スマートフォンゲーム『戦姫絶唱シンフォギアXD UNLIMITED』（2017年）。『戦姫絶唱シンフォギアXD UNLIMITED キャラクターソングアルバム1』に収録。
- ザ・ペンフレンドクラブ - アルバム『Merry Christmas From The Pen Friend Club』(2018年)
- 高木さん（高橋李依） - テレビアニメ「からかい上手の高木さん3」第9話エンディングテーマ。2022年7月13日発売のアルバム『「からかい上手の高木さん3&劇場版」Cover Song Collection』および、アルバム『からかい上手の高木さん3&劇場版 Memorial Box』に収録。

## アニメ
1970年12月14日に、ランキン・バス・プロダクション製作による同題のスペシャルパペットアニメーションが、ABCで放送された。これ以降、毎年クリスマスシーズンに放送されている。
CBSで毎年放送されているパペットアニメ『ルドルフ 赤鼻のトナカイ』と同じく、アーサー・ランキン・Jr.とジュース・バスの製作である。上記の楽曲をテーマ曲とし、サンタクロースの秘密について展開される1時間のアニメである。
日本でも、カートゥーン ネットワークなどで放送された。また、DVDでソフト化されており、本作の内容に沿った絵本も同封されている。